# Centrální tolerance
Centrální tolerance patří mezi důležité imunitní mechanismy, bránící vzniku takzvaných autoreaktivních T a B lymfocytů, které reagují proti specifickým strukturám (buňkám, molekulám) organismu vlastní.
Centrální tolerance byla definována americkým molekulárním biologem Joshuou Lederbergem,, který předpokládal, že k navození imunitní tolerance vůči antigenům dochází v určitém vývojovém stádiu lymfocytů. Jeho hypotéza byla následně experimentálně potvrzena v roce 1980.
Mechanismy imunitní tolerance dělíme na dva základní typy: centrální a periferní.
Centrální tolerance se ustanovuje pouze v lymfatických orgánech (thymus, kostní dřeň), kde dochází k zachování nebo eliminaci T a B buněkthymus (T cells). Na druhé straně periferní tolerance probíhá v sekundárních lymfatických orgánech a je udržována několika mechanismy: supresí, klonální anergií a delecí.
Všechny prekurzory T a B lymfocytů mají identický genom. Avšak geny kódující řetězce receptorů T a B buněk (TCR, BCR) jsou složeny z několika variabilních segmentů, které při vývoji lymfocytů podléhají různým procesům přeskupování, rekombinace a izotypovému přesmyku. Tyto procesy, přeskupování, rekombinace a izotypový přesmyk následně vedou ke vzniku repertoáru antigenně specifických TCR a BCR.
Řetězce TCR jsou složeny z αβ a γδ typu a BCR z těžkého H a lehkého L řetězce., které jsou tvořeny genovými komplexy obsahující několik set sekvenčně podobných segmentů V (variabilita), D (diversita), J (joining) a C (konstantní část).
U savců probíhá centrální tolerance pro T lymfocyty v thymu a pro B lymfocyty v kostní dřeni. Během jejich maturace jsou jim prezentovány též tělu vlastní antigeny (autoantigeny). Reakce na autoantigeny v této fázi závisí na vlastnostech antigenu, na typu buněk (B či T lymfocyt) a jejich vývojovém stádium, což může vést k následné anergii, apoptóze nebo změně antigenní specificity receptoru a další.
Přítomnost autoreaktivních lymfocytů v organismu nemusí nutně vést k rozvoji autoimunitního onemocnění. Nízké koncentrace těchto lymfocytů se v těle normálně za fyziologických podmínek vyskytují a napomáhají ke správné funkci imunitního systému. Autoimunitní onemocnění se objeví tehdy, dojde-li k prolomení mechanismů zabraňujících vzniku autoimunitních reakcí. To vede k tvorbě autoprotilátek či aktivaci efektorových buněk poškozujících tkáně organismu. K poškození mechanismů autotolerance dochází kombinací faktorů vnějších (zevní prostředí) a vnitřních (genetických).

## Mechanismy centrální tolerance

### T lymfocyty
V thymu během diferenciace T lymfocytů dochází ke vzniku T buněk se širokým spektrem antigenní specificity. Tyto buňky poté podléhají negativní a pozitivní selekci.
Pozitivní selekci podléhají jen ty thymocyty jejichž TCR s nízkou afinitou rozeznávají komplexy MHC molekul s antigeny na povrchu epiteliálních medulárních buněk (mTEC). T buňky poté na svém povrchu zachovávají expresi buď CD4 nebo CD8, podle toho zda jejich TCR vážou MHC glykoproteiny I. či II. třídy. Následně zralé buňky opouštějí thymus a putují do sekundárních lymfoidních orgánů. Naopak T lymfocyty, které nejsou schopny vázat MHC molekuly, podléhají apoptózethymus (T cells)..
Negativní selekce je proces zajišťující odstranění autoreaktivních klonů T lymfocytů, jejichž TCR jsou schopny rozpoznat a dostatečně silně vázat komplexy MHC proteinů s autoantigeny přítomnými na povrchu mTEC či periferními antigeny na povrchu dendritických buněk(DC) .. Tyto lymfocyty také následně podléhají apoptotické smrti.
Klíčovou funkci v produkci a regulaci thymové exprese tkáňově specifických antigenů na povrchu mTEC má gen pro autoimunitní regulátor (AIRE), jehož porucha vede k celkovému selhání centrální tolerance a úniku autoreaktivních T lymfocytů do oběhu.

### B lymfocyty
Eliminace nezralých B lymfocytů nesoucích autoreaktivní receptory BCR a produkujících autoprotilátky probíhá v kostní dřeni. Dojde-li k setkání a následnému vzniku vysokoafinitní vazby mezi BCR nezralého lymfocytu a auto-antigenem, dostane B lymfocyt silný negativní signál vedoucí k apoptotické smrti. Tímto procesem dochází k dozrání a uvolnění pouze těch B buněk, které rozeznávají a vážou povrchové antigeny patogenů.
Pokud nezralý B lymfocyt exprimující na svém povrchu IgM molekuly rozezná a naváže povrchový buněčný autoantigen (multivalenční), dojde k jeho odstranění procesem tzv. klonální delece. B lymfocyt dostane cílený signál vedoucí k apoptóze. Rozeznání a navázání autoantigenu nemusí nutně vést u všech B lymfocytů k apoptóze, neboť v určitém mezidobí před vysláním apoptotického signálu B buňce může dojít k rekombinaci daného autoreaktivního receptoru a následného vzniku nového receptoru, který již autoreaktivní není.
Dojde-li k navázání BCR nezralého B lymfocytu s rozpustným autoantigenem (nízkovalenční), buňka nepodléhá apoptotickému signálu, ale ztrácí schopnost exprimovat na svém povrchu IgM. Z kostní dřeně pak do periferie putují B lymfocyty exprimující pouze IgD, které nejsou schopny dále reagovat s přítomnými antigeny. Tyto B lymfocyty nazýváme anergními. V oběhu jsou aktivovány jen B buňky, u nichž nedošlo během jejich diferenciace v kostní dřeni k interakci s autoantigeny. Tyto buňky nesou na svém povrchu IgM i IgD molekuly a tvoří tak repertoár B lymfocytů, které rozpoznávají cizí antigeny proniklé do organismu a aktivují následnou kaskádu imunitních reakcí.
Pokud se autoreaktivní B lymfocyty i přes výše zmiňované obranné mechanismy dostanou do periferie a dozrají zde, většinou se však jejich autoreaktivita neprojeví, protože v organismu chybí k jejich plné aktivaci pomocné autoreaktivní Th lymfocyty.

## Genetický podmíněné onemocnění způsobené poruchami v centrální toleranci

### Genetický defekt v centrální toleranci může vést ke vzniku autoimunitních chorob
Autoimunitní polyendokrinní syndrom typu I je způsoben mutací v lidském genu AIRE. V thymu nedochází k expresi tkáňově specifických antigenů, a proto tak nedochází k dostatečné negativní selekci. Do oběhu se následně dostávají autoreaktivní klony T lymfocytů.